# Јован Поповић Текелија
Јован Поповић Текелија (Чанад, око 1665 — Арад, 1722), оберкапетан па пуковник, и заповедник Поморишке војне крајине.
Истакао се у бици код Сенте 1697. године, у којој је аустријска војска под командом Еугена Савојског, победила Турке. За заслуге и ратнички подвиг у овој борби, Еуген Савојски га је поставио за заповедника Српске милиције у Араду. Цар Јосиф I је, тада већ пуковнику Поморишке милиције, Јовану Поповићу Текелији, његовој најужој родбини и потомству даровао племићку титулу 1706. године.
Прадеда је српског мецене Саве Текелије.

## Биографија
Рођен је у Чанаду. Од ране младости налазио се у аустријској војној служби. Његово име забележено је још при опсади Будима 1686. године. Постао је капетан после освајања Београда 1689. године. Због познавања „оних крајева“. Одликовао се војничком храброшћу и предузимљивошћу.
Забележен је у изворима као капетан сенћанске милиције пред чувену битку код Сенте 11. септембра 1697. Он је ноћу, по звездама, између ритова и бара спровео војску принца Евгенија Савојског и омогућио аустријској војсци славну победу над Турцима. Због више пута исказаних заслуга, цар Јосиф I му је 1705. године даровао златан ланац са својим ликом. Било је то највише војничко одликовање тог времена. Такође, руски цар Петар Велики га је одликовао сребрном медаљом. Постао је заповедник Поморишке војне границе. Портретисан је око 1716. године, од стране непознатог сликара.
Племство му је додељено 16. марта 1706. године. Осим Јовану, племство је додељено и његовој жени Еуфросини рођеној Јовић, њиховој деци, као и његовом брату Стефану (Остоји), његовој жени и деци. Супруга Еуфросина је изгледа кћи граничарског капетана Суботе Јовића из Арада. Таста Суботу је на том положају заменио зет Јован Текелија. Еуфросина је опевана у песмама као Роксанда, Рокса, а портретисана је пре 1730. године. Њихова деца су: синови Ранко, Јанко, Михаил и Сава, и кћерке Марија и Јелена.
У новом аустро-турском рату 1716–1718, вршио је са својом милицијом више мисија, често без икаквих допунских трошкова због чега је потрошио, до краја рата, на плате својих војника велике делове своје имовине. Победио је вештином војску шведског краља Карла XII код Кечкемета 1716. године. Зато је 1720. године молио за награду у виду поседа за себе и своје потомке коморску управу, обећавши доживотну верност владару. Добио је 1721. године имање Иратош, пустаре Визеш и Кевермеш те спахилук Свети Павле. Након Јовановог упокојења одузети су породици поседи Иратош и Свети Павле, које је тешком муком повратила удовица.
Јован је умро у зиму 1722, као обрштер у Араду. У том граду је подигао чувену тврђаву и изградио православну цркву Св. Петра и Павла. На доживотно коришћење он и његови наследници су по молби из 1720. године добили поседе у овом граду. У оно време његова заоставштина била је значајна; изражена у новцу износила је преко 16.000 форинти.